# Campos d'Arenós

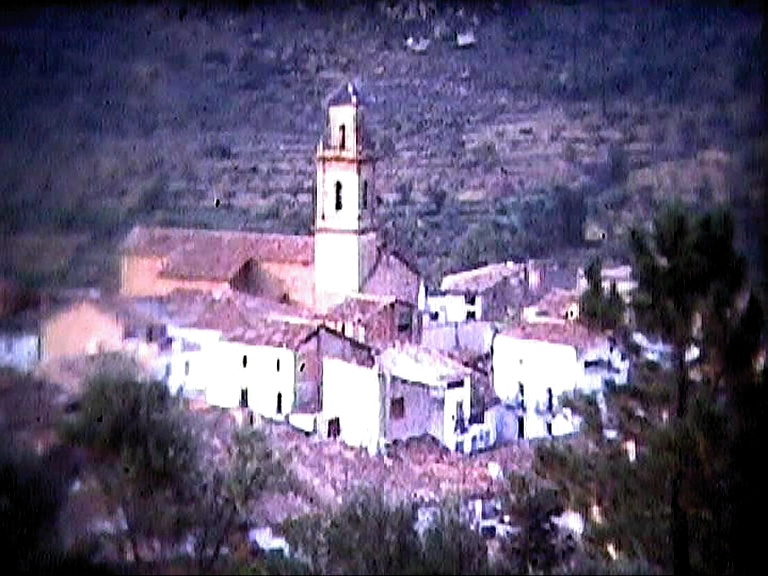
Vista de Campos d'Arenós en els anys 60

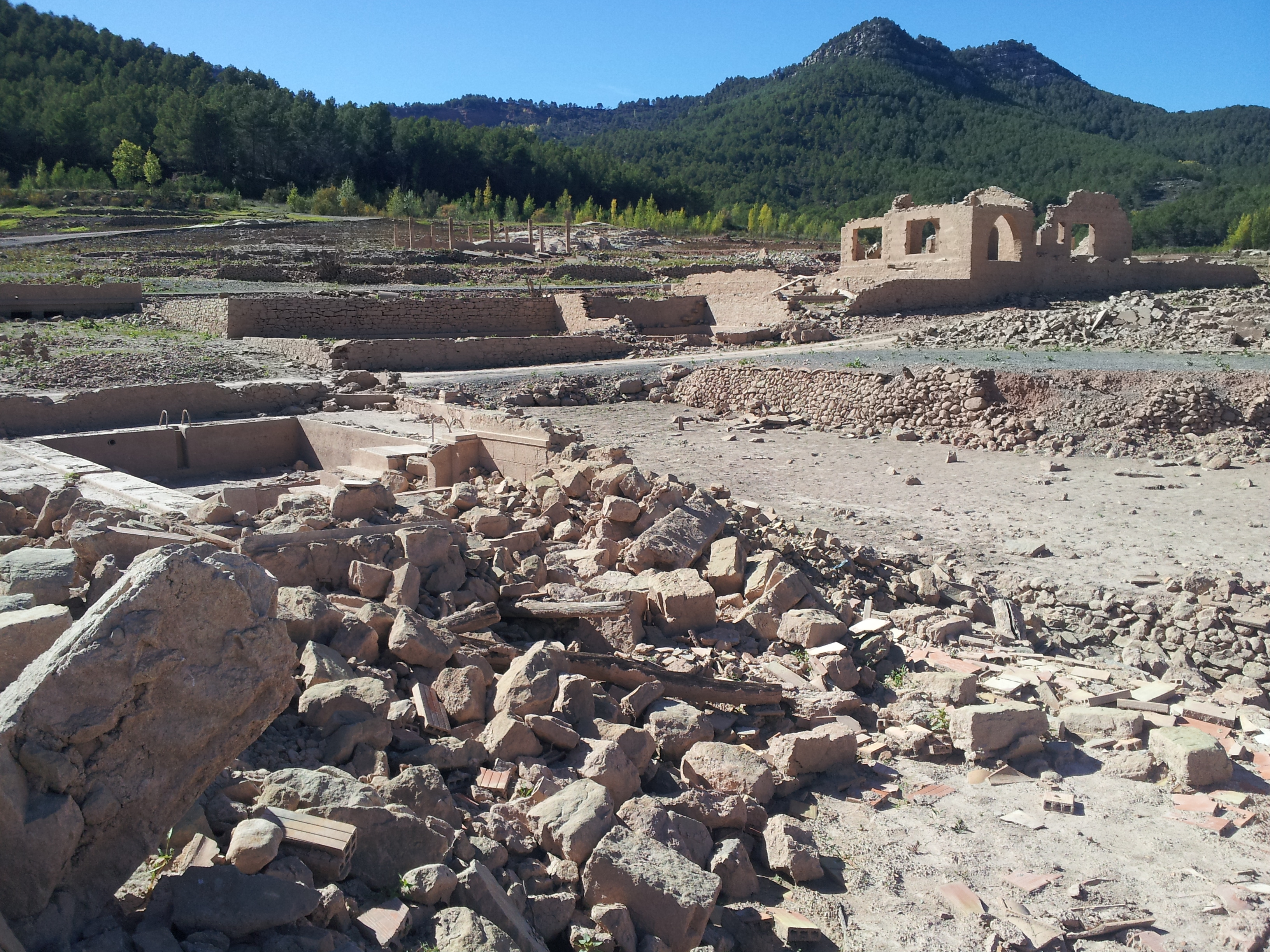
Vista de Campos d'Arenós en l'actualitat.

Camps d'Arenós (en castellà, Campos de Arenoso) va ser una població de la comarca de l'Alt Millars, al País Valencià. Va desaparèixer durant els anys setanta, deshabitat primer i posteriorment anegat per a la construcció de l'Embassament d'Arenós. El 1974, el seu terme municipal es va agregar al de Montanejos.
Estava situat en una revolta del riu Millars, entre les poblacions de Montanejos i de la Pobla d'Arenós. Era una vila de caràcter agrícola. Les xarxes de séquies possibilitaven els regadius. També s'hi explotava la ramaderia ovina i de cabrum, així com els pinars.

## Galeria

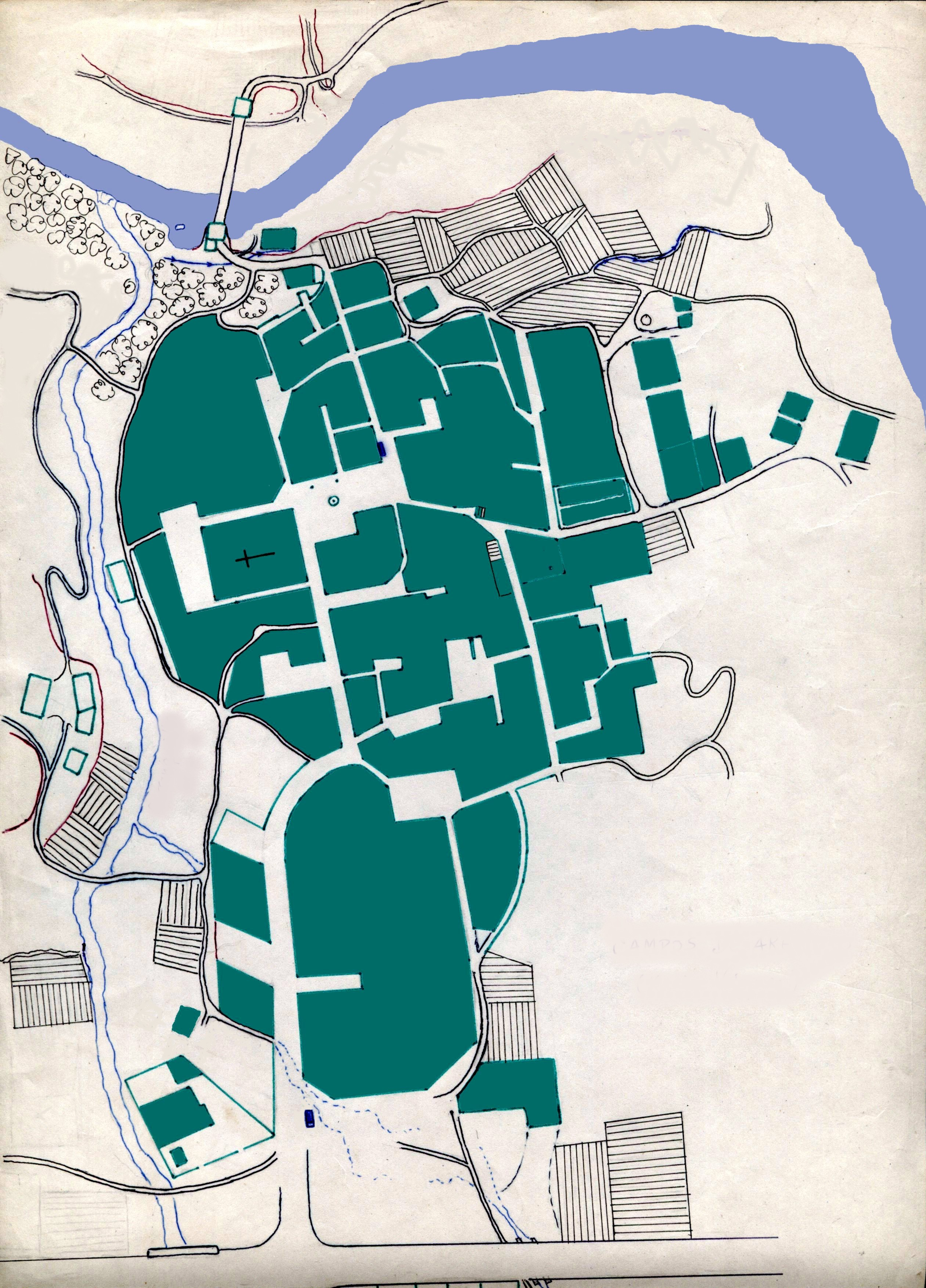
Plànol de Campos d'Arenós
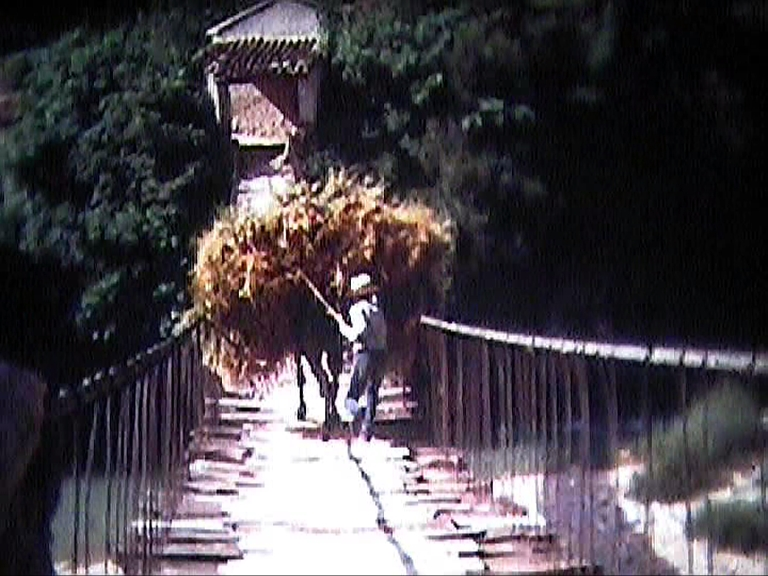
Pont de Campos d'Arenós
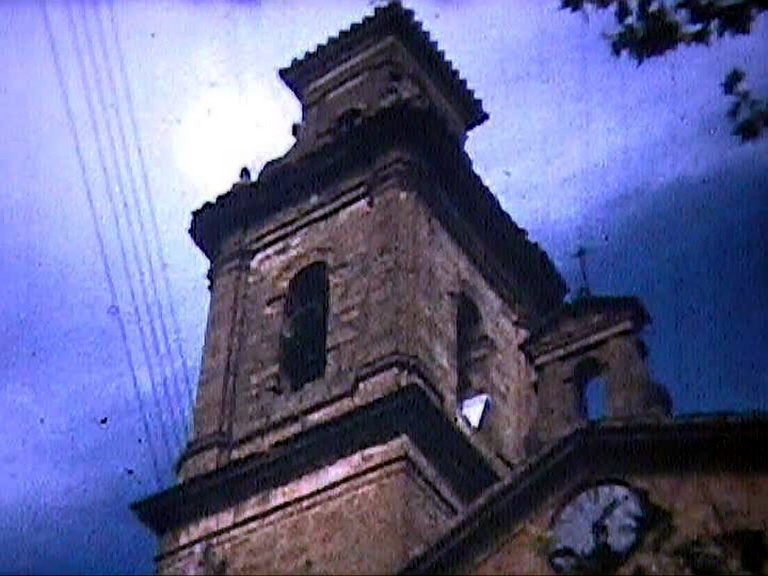
Campanar de l'església de Campos d'Arenós
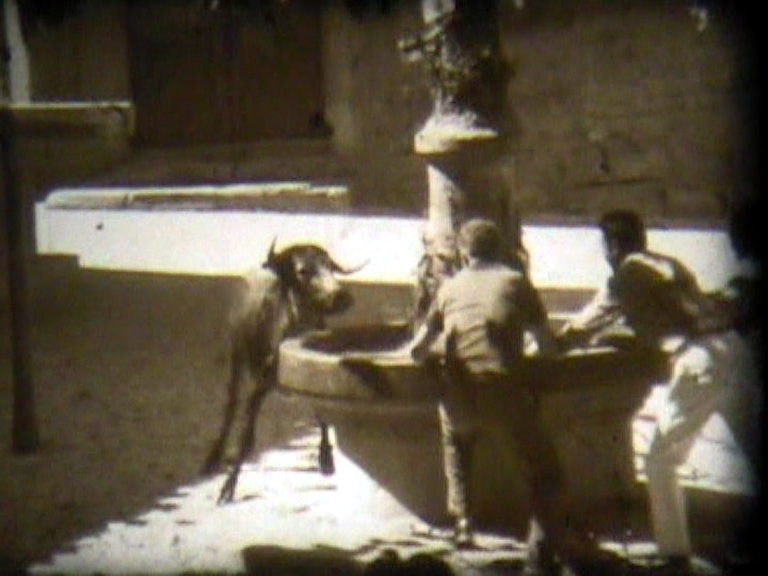
Bous a la Plaça Major